# La Bonne Dame de Nancy
Pour plus de détails, voir Fiche technique et Distribution.
La Bonne Dame de Nancy est un téléfilm français de Denis Malleval, produit par Effervescence, diffusé le 20 février 2016 sur la RTBF et le 3 mai 2016 sur France 3.
Adapté de l'affaire Simone Weber dite « la diabolique de Nancy ».

## Synopsis
L’action se passe vers la fin de l’année 1981. Bernard Hettier, un homme séduisant âgé de 55 ans, retrouve Simone Weber, 52 ans, qu’il avait connue vingt ans plus tôt. Une relation sentimentale et charnelle se noue entre eux. Après quelques mois d’une passion brûlante, Bernard s'avère volage et Simone d'une jalousie maladive. Bernard n'entend pas lui rendre de comptes, et devant les intrusions de Simone dans sa vie, il reprend son indépendance.
Pendant les trois années suivantes, il est surveillé et harcelé par cette femme machiavélique partagée entre des scènes d'hystérie et des manœuvres invraisemblables pour le reconquérir.
Or Bernard Hettier disparaît le 22 juin 1985, et quinze jours plus tard, la police est alertée par ses proches. Ils sont immédiatement mis sur la piste de Simone Weber, tous les signaux de vie adressés par Bernard Hettier à ses proches ou son employeur étant des falsifications grossières orchestrées par Simone Weber. Une information judiciaire est alors ouverte et confiée au juge d'instruction Thiel. 
Les choses se compliquent pour Simone Weber lorsqu'on découvre la meuleuse qu'elle a louée la veille de la disparition de Bernard Hettier, puis cachée les jours suivants. De plus, l'enquète révèle que son mariage précédent a été mis en scène avec un figurant dans le rôle du marié, que le « mari » est mort dix-huit jours plus tard et le figurant trois mois après, alors qu'elle a opportunément hérité de son « mari ».
Mais Simone Weber nie tout en bloc et ne craque pas...

## Fiche Technique
- Titre : La Bonne Dame de Nancy
- Réalisateur : Denis Malleval
- Scénario : Chantal de Rudder
- Musique : Jean Musy, (éditée par Effervescence édition et Jean Davoust)
- Pays d'origine :  France
- Langue : français
- Genre : policier
- Durée : 90 minutes
- Date de diffusion :
  - 20 février 2016 sur la RTBF
  - 3 mai 2016 sur France 3

## Distribution
- Véronique Genest : Simone Weber
- Yvan Le Bolloc'h : Bernard Hettier
- Mathias Mlekuz : Gilbert Thiel
- Véronique Kapoian : Madeleine Weber Thuot
- Christophe Mirabel : l'inspecteur Alain Lambolez
- Franck Adrien : l'inspecteur Christian Jacques
- Marc Wilhelm : le greffier Pierre Faltot
- Lise Chevalier : la jeune femme
- Melanie Baxter-Jones : Maître Liliane Glock
- Bruno Munda : Maître Robinet
- Clément Moriniere : Maître Chevais
- Bernard Villanueva : Maître Garaud

## Tournage
Le téléfilm a été tourné durant l'automne 2015 à Lyon et dans la région lyonnaise, notamment sur le campus de La Doua à Villeurbanne.